# خل التفاح
خل التفاح هو الخل المستحصل عليه من عصارة التفاح عند التخمير. ويستخدم في تتبيل السلطات، وحفظ الأغذية، والصلصات. يصنع خل التفاح عن طريق سحق التفاح، ثم عصره. تظهر البكتيريا والخميرة عند بداية عملية التخمير، والتي تحول السكريات إلى كحول. في خطوة التخمير الثانية، تُحول الكحول إلى خل عن طريق البكتيريا المكونة لحمض الخليك. ثم يتحد حمض الخليك وحمض التفاح ليعطي خلاً حامض المذاق.
كان خل التفاح يستخدم تقليديًا للحفاظ على الوزن، وضبط مستوى السكر والدهون في الدم. ولكن على الرغم من هذا فلا يوجد أدلة علمية عالية الجودة تدعم هذا الادعاءات.

## التركيب والعناصر الغذائية
يتكون خل التفاح من 94% ماء و1% سكريات، ولكنه لا يحتوي على أي دهون أو بروتينات. يوفر خل التفاح ما يقارب 220 سعرة حرارية في اللتر.

## الخصائص
مثل جميع أنواع الخل، يُعرف خل التفاح بتأثيره المضاد للبكتيريا. الأحماض العضوية للخل، وخاصة حمض الخليك الناتج عن تخمير الخل، تنتقل إلى أغشية خلايا الكائنات الحية الدقيقة، مما يؤدي إلى تدمير الخلايا البكتيرية.
هذا هو سبب إمكانية استخدام خل التفاح لحفظ الغذاء.

## الآثار الصحية
على الرغم من تاريخ استخدام خل التفاح في الطب التقليدي، فإنه لا يوجد دليل جيد يدعم الادعاءات الصحية الشائعة مثل فقدان الوزن، أو ضبط مستوى السكر في الدم، أو عدوى الجلد. ولا ينصح باستخدامه في الدلائل الإرشادية الطبية لمنظمات الصحة العامة الكبرى أو الوكالات التنظيمية.
قد يمنع حمض الخليك الموجود في الخل الهضم الكامل للسكريات المعقدة، إما عن طريق تسريع إفراغ المعدة، أو عن طريق زيادة امتصاص الأنسجة للجلوكوز. وفقًا لإحدى الدراسات، أظهرت الوجبات المصحوبة بتناول 20 جرامًا من الخل انخفاضًا في مستويات الجلوكوز في الدم. في حالة الإصابة بسكري النوع الأول، يمكن أن يكون هناك تأثير غير مرغوب فيه، حيث يؤدي إلى صعوبة تنظيم مستويات السكر في الدم.

## آثار السلامة
على الرغم من أن الاستهلاك المنخفض المستوى لخل التفاح منخفض المخاطر، خاصة إذا تم تخفيفه، إلا أن الآثار الضارة المبلغ عنها تشمل تلف المريء، وتآكل مينا الأسنان، والتجشؤ المفرط، وإطلاق الريح، والتبرز. التهيج والاحمرار شائعان عند ملامسة العينين للخل، ويمكن أن تحدث إصابة في القرنية. يعد استخدام الخل كدواء موضعي أو محلول لتنظيف الأذن أو غسولاً العين أمرًا خطيرًا. على الرغم من أنه يمكن استخدام كميات صغيرة من خل التفاح كنكهة طعام، إلا أنه قد يكون غير آمن للاستخدام من قبل النساء الحوامل والمرضعات والأطفال.
إذا تم استخدامه كعامل تنظيف منزلي، لا ينبغي خلط خل التفاح مع مبيض الكلور، حيث قد يؤدي الجمع بينهما إلى إطلاق غاز الكلور وتهيج المسالك الهوائية والعينين والأنف والحنجرة.